# Nemastoma romanium
Nemastoma romanium was een hooiwagen uit de familie aardhooiwagens (Nemastomatidae).
Het werd een junior subjectief synoniem van Paranemastoma sillii (Herman, 1871) in Martens (1978). Na 2023 de geldige combinatie is Paranemastoma sillii (Herman, 1871).